# Pedro Paulo Requena
Pedro Paulo Requena Cisneros (Lima, Perú, 24 de enero de 1991) es un futbolista peruano que juega como lateral derecho y su equipo actual es Universidad César Vallejo de la Liga 2 de Perú. Es hijo del exdefensor Pedro Requena.

## Trayectoria
Pedro Paulo Requena nació en Lima, pero vivió en Arequipa desde pequeño. Hizo las divisiones inferiores en el desaparecido Club IDUNSA y el año 2008 llegó a Total Chalaco para jugar la Segunda División del Perú. Debutó en primera división el año siguiente en Huancayo, partido que terminó 0-0, en el 2010 jugó 17 partidos compartiendo la franja derecha con Jhoel Herrera, ese mismo año descendió de categoría 
El año 2011 fichó por la Universidad César Vallejo.
En el 2016 jugó la Copa Libertadores 2016 con el Universidad César Vallejo enfrentando al Sao Paulo jugando el partido de vuelta. Finalmente descendió de categoría con el elenco trujillano.

## Selección nacional
Fue internacional con Perú en el Campeonato Sudamericano Sub-20 de 2011.

### Participaciones en Copas América
| Torneo            | Sede  | Resultado    | Partidos | Goles |
| ----------------- | ----- | ------------ | -------- | ----- |
| Copa América 2015 | Chile | Tercer Lugar | 0        | 0     |

## Estadísticas

### Clubes
Actualizado al último partido disputado el 25 de julio de 2024.
| Club                                                                                   | Div.          | Temporada     | Liga  | Liga  | Liga   | Copas nacionales(1) | Copas nacionales(1) | Copas nacionales(1) | Copas internacionales | Copas internacionales | Copas internacionales | Total(2) | Total(2) | Total(2) |
| Club                                                                                   | Div.          | Temporada     | Part. | Goles | Asist. | Part.               | Goles               | Asist.              | Part.                 | Goles                 | Asist.                | Part.    | Goles    | Asist.   |
| -------------------------------------------------------------------------------------- | ------------- | ------------- | ----- | ----- | ------ | ------------------- | ------------------- | ------------------- | --------------------- | --------------------- | --------------------- | -------- | -------- | -------- |
| Total Chalaco · Perú                                                                   | 1.ª           | 2009          | 7     | 0     | 0      | -                   | -                   | -                   | -                     | -                     | -                     | 7        | 0        | 0        |
| Total Chalaco · Perú                                                                   | 1.ª           | 2010          | 17    | 0     | 2      | -                   | -                   | -                   | -                     | -                     | -                     | 17       | 0        | 2        |
| Total Chalaco · Perú                                                                   | Total club    | Total club    | 24    | 0     | 2      | 0                   | 0                   | 0                   | 0                     | 0                     | 0                     | 24       | 0        | 2        |
| Universidad César Vallejo · Perú                                                       | 1.ª           | 2011          | 12    | 0     | 0      | 5                   | 0                   | 0                   | -                     | -                     | -                     | 17       | 0        | 0        |
| Universidad César Vallejo · Perú                                                       | 1.ª           | 2012          | 12    | 1     | 2      | -                   | -                   | -                   | -                     | -                     | -                     | 12       | 1        | 2        |
| Universidad César Vallejo · Perú                                                       | 1.ª           | 2013          | 22    | 0     | 1      | -                   | -                   | -                   | 1                     | 0                     | 1                     | 23       | 0        | 2        |
| Universidad César Vallejo · Perú                                                       | 1.ª           | 2014          | 12    | 0     | 2      | 13                  | 0                   | 4                   | 5                     | 0                     | 0                     | 30       | 0        | 6        |
| Universidad César Vallejo · Perú                                                       | 1.ª           | 2015          | 34    | 1     | 2      | 4                   | 0                   | 1                   | -                     | -                     | -                     | 38       | 1        | 3        |
| Universidad César Vallejo · Perú                                                       | 1.ª           | 2016          | 27    | 1     | 1      | -                   | -                   | -                   | 1                     | 0                     | 0                     | 28       | 1        | 1        |
| F. B. C. Melgar · Perú                                                                 | 1.ª           | 2017          | 16    | 0     | 2      | -                   | -                   | -                   | 3                     | 0                     | 0                     | 19       | 0        | 2        |
| F. B. C. Melgar · Perú                                                                 | Total club    | Total club    | 16    | 0     | 2      | 0                   | 0                   | 0                   | 3                     | 0                     | 0                     | 19       | 0        | 2        |
| Universidad César Vallejo · Perú                                                       | 2.ª           | 2018          | 28    | 0     | 1      | -                   | -                   | -                   | -                     | -                     | -                     | 28       | 0        | 1        |
| Universidad César Vallejo · Perú                                                       | 1.ª           | 2019          | 23    | 1     | 0      | 2                   | 0                   | 0                   | -                     | -                     | -                     | 25       | 1        | 0        |
| Universidad César Vallejo · Perú                                                       | 1.ª           | 2020          | 10    | 0     | 0      | -                   | -                   | -                   | -                     | -                     | -                     | 10       | 0        | 0        |
| Universidad César Vallejo · Perú                                                       | 1.ª           | 2021          | 2     | 0     | 0      | -                   | -                   | -                   | -                     | -                     | -                     | 2        | 0        | 0        |
| Universidad César Vallejo · Perú                                                       | Total club    | Total club    | 182   | 4     | 9      | 24                  | 0                   | 5                   | 7                     | 0                     | 1                     | 213      | 4        | 15       |
| Carlos Stein · Perú                                                                    | 1.ª           | 2022          | 4     | 0     | 0      | -                   | -                   | -                   | -                     | -                     | -                     | 4        | 0        | 0        |
| Carlos Stein · Perú                                                                    | Total club    | Total club    | 4     | 0     | 0      | 0                   | 0                   | 0                   | 0                     | 0                     | 0                     | 4        | 0        | 0        |
| UTC de Cajamarca · Perú                                                                | 1.ª           | 2023          | 23    | 0     | 0      | -                   | -                   | -                   | -                     | -                     | -                     | 23       | 0        | 0        |
| UTC de Cajamarca · Perú                                                                | 1.ª           | 2024          | 17    | 0     | 2      | -                   | -                   | -                   | -                     | -                     | -                     | 17       | 0        | 2        |
| UTC de Cajamarca · Perú                                                                | Total club    | Total club    | 40    | 0     | 2      | 0                   | 0                   | 0                   | 0                     | 0                     | 0                     | 40       | 0        | 2        |
| Total carrera                                                                          | Total carrera | Total carrera | 266   | 4     | 15     | 24                  | 0                   | 5                   | 10                    | 0                     | 1                     | 300      | 4        | 21       |
| (1) Incluye datos de la Copa Bicentenario. (2) No incluye goles en partidos amistosos. |               |               |       |       |        |                     |                     |                     |                       |                       |                       |          |          |          |

## Palmarés

### Campeonatos nacionales
| Torneo                    | Club            | País | Año  |
| ------------------------- | --------------- | ---- | ---- |
| Segunda División del Perú | Total Clean     | Perú | 2008 |
| Torneo de Verano          | F. B. C. Melgar | Perú | 2017 |
| Segunda División del Perú | César Vallejo   | Perú | 2018 |